# الشعبة (عمد)

تعديل مصدري - تعديل

الشعبة هي إحدى قرى  بمديرية عمد التابعة لمحافظة حضرموت، بلغ تعداد سكانها 172 نسمة حسب تعداد اليمن لعام 2004.